# Sambla Group
Sambla Group AB är ett svenskt fintechbolag som erbjuder  jämförelsetjänster och förmedling av lån och försäkringar till konsumenter. Sambla Group bildades under 2021 när dåvarande konkurrenterna Sambla och Advisa gick ihop i ett bolag och riskkapitalbolaget Nordic Capital gick in som ny huvudägare.
Sambla Group är etablerade på fyra nordiska marknader under sex olika varumärken. Bolagets huvudkontor ligger i Stockholm och VD var november 2024 Hans Skruvfors.

## Historia
Sambla grundades 2014 i Stockholm under namnet Consida. 2016 startade företaget verksamhet i Norge, och året efter bytte man namn till just Sambla. 2018 etablerade Sambla sig i Finland och 2020 i Danmark.
2021 bildades det som i dag är känt som Sambla Group, när Sambla gick ihop med konkurrenten Advisa och Nordic Capital kom in som huvudägare.
2021 och 2022 förvärvade Sambla Group de finska låneförmedlingsföretagen Rahalaitos, LVS Brokers och Salus.
I juni 2023 förvärvade Sambla Group MyMoney, som främst förmedlar lån för bilköp.